# Tosteberga-Ängholmarna
Tosteberga-Ängholmarna este o arie protejată (arie de protecție specială avifaunistică — SPA) din Suedia întinsă pe o suprafață de 707,9 ha, integral pe uscat.

## Localizare
Centrul sitului Tosteberga-Ängholmarna este situat la coordonatele 55°59′21″N 14°26′45″E / 55.9893°N 14.4458°E.

## Înființare
Situl Tosteberga-Ängholmarna a fost declarat arie de protecție specială avifaunistică în martie 1996 pentru a proteja 12 specii de animale.

## Biodiversitate
Situată în ecoregiunile continentală și marină baltică, aria protejată nu include niciun habitat protejat.
La baza desemnării sitului se află mai multe specii protejate de  păsări (12): Branta leucopsis, Calidris alpina schinzii, sfrâncioc roșiatic (Lanius collurio), ciocârlie de pădure (Lullula arborea), ferestraș mic (Mergus albellus), Phalacrocorax carbo sinensis, ciocântors (Recurvirostra avosetta), chiră mică (Sterna albifrons), pescăriță mare (Sterna caspia), chiră de baltă (Sterna hirundo), Sterna paradisaea, chiră de mare (Sterna sandvicensis).